# Mizuki Nakamura
Mizuki Nakamura (jap. 中村水月 Nakamura Mizuki; ur. 22 marca 1996) – japońska lekkoatletka specjalizująca się w biegach sprinterskich.
W 2013 została brązową medalistką mistrzostw świata juniorów młodszych w sztafecie szwedzkiej oraz odpadła podczas tej imprezy w eliminacjach biegu na 100 metrów. Cztery lata później dotarła do finału biegu na 100 metrów podczas rozgrywanych w Bhubaneswar mistrzostw Azji, jednak ostatecznie została zdyskwalifikowana.
Rekord życiowy: bieg na 100 metrów – 11,85 (21 maja 2017, Kawasaki).

## Osiągnięcia
| Rok  | Impreza                               | Miejsce     | Konkurencja             | Lokata     | Wynik   |
| ---- | ------------------------------------- | ----------- | ----------------------- | ---------- | ------- |
| 2013 | Mistrzostwa świata juniorów młodszych | Donieck     | bieg na 100 metrów      | eliminacje | 12,55   |
| 2013 | Mistrzostwa świata juniorów młodszych | Donieck     | sztafeta szwedzka       | 3. miejsce | 2:07,61 |
| 2017 | Mistrzostwa Azji                      | Bhubaneswar | bieg na 100 metrów      | –          | DQ      |
| 2017 | Mistrzostwa Azji                      | Bhubaneswar | sztafeta 4 × 400 metrów | 6. miejsce | 45,40   |